# Cố vấn An ninh Quốc gia (Hoa Kỳ)
Trợ lý Tổng thống về các vấn đề an ninh quốc gia, thường được gọi là Cố vấn An ninh Quốc gia, là cố vấn trưởng cho Tổng thống Hoa Kỳ về các vấn đề an ninh quốc gia. Viên chức này làm việc tại Hội đồng An ninh Quốc gia, một định chế thuộc Văn phòng điều hành của Tổng thống Hoa Kỳ.
Cố vấn An ninh Quốc gia được tổng thống bổ nhiệm mà không cần qua Thượng viện phê chuẩn. Tương tự, viên chức này cũng không bị ràng buộc với bộ máy hành chính của Bộ Ngoại giao và Bộ Quốc phòng, do đó có thể đưa ra những lời khuyên độc lập. Quyền hạn và vai trò của Cố vấn An ninh Quốc gia phụ thuộc vào từng chính phủ trong từng giai đoạn.
Trong lúc có khủng hoảng, Cố vấn An ninh Quốc gia điều hành Phòng theo dõi tình hình, cập nhật cho tổng thổng các tin tức mới nhất về cuộc khủng hoảng.
Chức vụ Cố vấn An ninh Quốc gia bắt đầu từ năm 1953. Cố vấn An ninh Quốc gia đương nhiệm hiện nay là ông Mike Waltz

## Danh sách Cố vấn An ninh Quốc gia Hoa Kỳ
| Thứ tự | Hình           | Tên                               | Nhiệm kỳ                           | Nhiệm kỳ             | Nhiệm kỳ      | Phục vụ dưới thời Tổng thống |
| Thứ tự | Hình           | Tên                               | Bắt đầu                            | Kết thúc             | Số ngày       | Phục vụ dưới thời Tổng thống |
| ------ | -------------- | --------------------------------- | ---------------------------------- | -------------------- | ------------- | ---------------------------- |
| 1      |                | Robert Cutler (1895–1974)         | 23 tháng 3 năm 1953                | 2 tháng 4 năm 1955   | 740           | Dwight Eisenhower            |
| 2      |                | Dillon Anderson (1906–1974)       | 2 tháng 4 năm 1955                 | 1 tháng 9 năm 1956   | 518           | Dwight Eisenhower            |
| Quyền  |                | William H. Jackson (1901–1971)    | 1 tháng 9 năm 1956                 | 7 tháng 1 năm 1957   | 128           | Dwight Eisenhower            |
| 3      |                | Robert Cutler (1895–1974)         | 7 tháng 1 năm 1957                 | 24 tháng 6 năm 1958  | 533           | Dwight Eisenhower            |
| 4      |                | Gordon Gray (1909–1982)           | 24 tháng 6 năm 1958                | 13 tháng 1 năm 1961  | 934           | Dwight Eisenhower            |
| 5      |                | McGeorge Bundy (1919–1996)        | 20 tháng 1 năm 1961                | 28 tháng 2 năm 1966  | 1865          | John Kennedy                 |
| 5      | Lyndon Johnson | McGeorge Bundy (1919–1996)        | 20 tháng 1 năm 1961                | 28 tháng 2 năm 1966  | 1865          |                              |
| 6      |                | Walt W. Rostow (1916–2003)        | 1 tháng 4 năm 1966                 | 20 tháng 1 năm 1969  | 1025          |                              |
| 7      |                | Henry Kissinger (1923–2023)       | 20 tháng 1 năm 1969                | 3 tháng 11 năm 1975  | 2478          | Richard Nixon                |
| 7      | Gerald Ford    | Henry Kissinger (1923–2023)       | 20 tháng 1 năm 1969                | 3 tháng 11 năm 1975  | 2478          |                              |
| 8      |                | Brent Scowcroft (1925–2020)       | 3 tháng 11 năm 1975 (lần thứ nhất) | 20 tháng 1 năm 1977  | 444           |                              |
| 9      |                | Zbigniew Brzezinski (1928–2017)   | 20 tháng 1 năm 1977                | 20 tháng 1 năm 1981  | 1461          | Jimmy Carter                 |
| 10     |                | Richard V. Allen (1936–)          | 21 tháng 1 năm 1981                | 4 tháng 1 năm 1982   | 348           | Ronald Reagan                |
| 11     |                | William P. Clark, Jr. (1931–2013) | 4 tháng 1 năm 1982                 | 17 tháng 10 năm 1983 | 651           | Ronald Reagan                |
| 12     |                | Robert McFarlane (1937–)          | 17 tháng 10 năm 1983               | 4 tháng 12 năm 1985  | 779           | Ronald Reagan                |
| 13     |                | John Poindexter (1936–)           | 4 tháng 12 năm 1985                | 25 tháng 11 năm 1986 | 356           | Ronald Reagan                |
| 14     |                | Frank Carlucci (1930–2018)        | 2 tháng 12 năm 1986                | 23 tháng 11 năm 1987 | 356           | Ronald Reagan                |
| 15     |                | Colin Powell (1937–2021)          | 23 tháng 11 năm 1987               | 20 tháng 1 năm 1989  | 424           | Ronald Reagan                |
| 16     |                | Brent Scowcroft (1925–2020)       | 20 tháng 1 năm 1989 (lần thứ hai)  | 20 tháng 1 năm 1993  | 1461          | George H. W. Bush            |
| 17     |                | Anthony Lake (1939–)              | 20 tháng 1 năm 1993                | 14 tháng 3 năm 1997  | 1514          | Bill Clinton                 |
| 18     |                | Sandy Berger (1945–2015)          | 14 tháng 3 năm 1997                | 20 tháng 1 năm 2001  | 1408          | Bill Clinton                 |
| 19     |                | Condoleezza Rice (1954–)          | 20 tháng 1 năm 2001                | 25 tháng 1 năm 2005  | 1466          | George W. Bush               |
| 20     |                | Stephen Hadley (1947–)            | 26 tháng 1 năm 2005                | 20 tháng 1 năm 2009  | 1455          | George W. Bush               |
| 21     |                | James Jones (1943–)               | 20 tháng 1 năm 2009                | 8 tháng 10 năm 2010  | 626           | Barack Obama                 |
| 22     |                | Tom Donilon (1955–)               | 8 tháng 10 năm 2010                | 1 tháng 7 năm 2013   | 997           | Barack Obama                 |
| 23     |                | Susan Rice (1964–)                | 1 tháng 7 năm 2013                 | 20 tháng 1 năm 2017  | 1299          | Barack Obama                 |
| 24     |                | Michael Flynn (1958–)             | 20 tháng 1 năm 2017                | 13 tháng 2 năm 2017  | 24            | Donald Trump (2017–2021)     |
| Quyền  |                | Keith Kellogg (1944–)             | 13 tháng 2 năm 2017                | 20 tháng 2 năm 2017  | 7             | Donald Trump (2017–2021)     |
| 25     |                | H. R. McMaster (1962–)            | 20 tháng 2 năm 2017                | 9 tháng 4 năm 2018   | 413           | Donald Trump (2017–2021)     |
| 26     |                | John R. Bolton (1948–)            | 9 tháng 4 năm 2018                 | 10 tháng 9 năm 2019  | 519           | Donald Trump (2017–2021)     |
| Quyền  |                | Charles Kupperman (1950–)         | 10 tháng 9 năm 2019                | 18 tháng 9 năm 2019  | 8             | Donald Trump (2017–2021)     |
| 27     |                | Robert O'Brien (1966–)            | 18 tháng 9 năm 2019                | 20 tháng 1 năm 2021  | 490           | Donald Trump (2017–2021)     |
| 28     |                | Jake Sullivan                     | 20 tháng 1 năm 2021                | 20 tháng 1 năm 2025  | 4 năm, 0 ngày | Joe Biden (2021–2025)        |
| 29     |                | Michael Waltz                     | 20 tháng 1 năm 2025                | đương nhiệm          | 94 ngày       | Donald Trump (2025–nay)      |

Brent Scowcroft giữ chức vụ này trong hai chính quyền không liên tiếp, dưới thời tổng thống Gerald Ford và tổng thống George H. W. Bush. Robert Cutler cũng đã giữ công việc này hai lần, cả hai lần đều trong nhiệm kỳ của tổng thống Dwight D. Eisenhower. Henry Kissinger hiện là người giữ chức vụ này lâu nhất với 2.478 ngày, trong khi Michael Flynn là người giữ chức vụ trong thời gian ngắn nhất 24 ngày.